# Jonquièras
Jonquièras (en francès Jonquières) és un municipi francès situat al departament de l'Aude i a la regió d'Occitània.